# دودة قرمزية
الدودة القرمزية أو حشرة الكوشنيال أو دودة القِرمز (بالإنجليزية: Cochineal) وتسمى أيضا (Dactylopius coccus) هي حشرة قشرية من تحت رتبة (Sternorrhyncha)، يستخرج منها صباغ الكارمين الطبيعي القرمزي اللون.

## صباغ

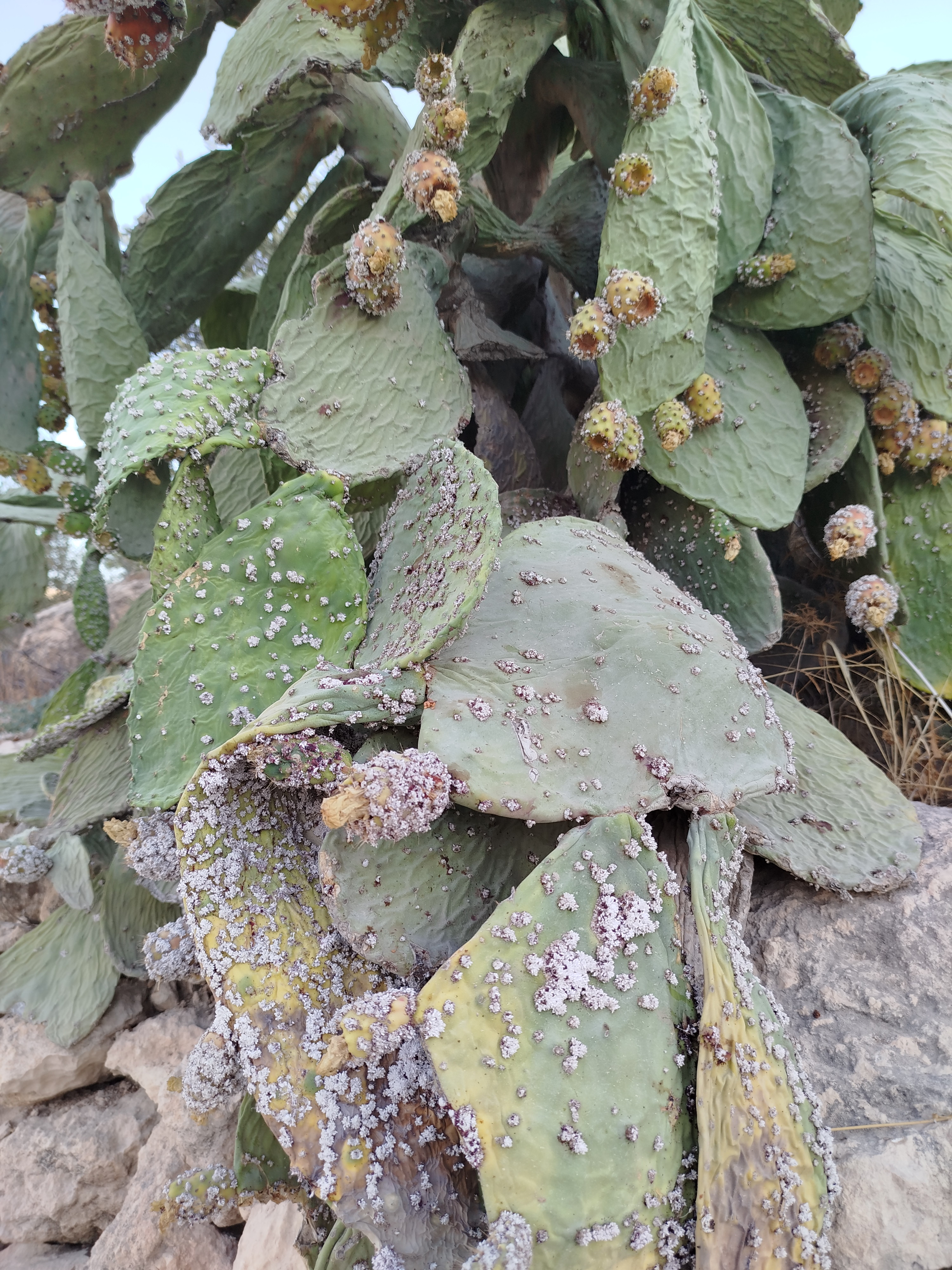
حشرة قرمزية أو دودة قرمزية قطنية، تصيب نباتات الصبر أو التين الشوكي وتلحق بالمحصول أضرار بالغة

يستخرج الصباغ القرمزي من أنثى الدودة القرمزية. تستخدم الدودة القرمزية لإنتاج الأصبغة الحمراء والبرتقالية. يأتي اللون من حمض الكرمنيك. تبلغ نسبة محتوى حمض الكرمنيك الطبيعي المستخرج من الدودة 19-22%. تقتل الحشرات بالغمس في الماء الساخن أو بالتعرض لأشعة الشمس أو البخار أو حرارة الفرن. وكل طريقة من هذه الطرق تعطي لونا مختلفا مؤدية إلى التنوع الكبير في ألوان الأصبغة الناتجة. يجب أن تجفف الحشرات حتى تبلغ 30% من وزن جسم الحشرة الأصلي قبل أن تخزن دون أن تتعفن. ونحتاج إلى 70000 حشرة لصنع رطلا واحدًا من صباغ الدودة القرمزية.
يوجد نوعان رئيسيان من صباغ الدودة القرمزية: خلاصة الدودة القرمزية وهي مادة ملونة مصنوعة من أجسام الحشرة الخام المجففة والمسحوقة، والكارمين وهي مادة ملونة مستخرجة من الحشرة وهي أكثر نقاءً. ولتحضير الكارمين يغلى مسحوق أجسام الحشرة في الأمونياك أو محلول كربونات الصوديوم، وتزال المادة غير الذوابة بالترشيح، وتضاف الشبة إلى المحلول الملحي الصافي لحمض الكرمنيك لترسيب ملح الألمنيوم الأحمر. يكون اللون نقيا بضمان غياب الحديد. يمكن إضافة كلوريد القصديروز، أو حمض الليمون، أو البورق، أو الجيلاتين للتحكم بصيغة المادة المترسبة. وتضاف كربونات الكالسيوم إلى الشبة من أجل الحصول على تدرجات اللون الأرجواني.
أنتجت البيرو في سنة 2005 م حوالي 200 طن من صباغ الدودة القرمزية في السنة وأنتجت جزر الكناري 20 طن في السنة. وقد بدأت شيلي والمكسيك حديثا في تصدير الدودة القرمزية. تعد فرنسا أكبر مستورد للدودة القرمزية، كما تستورد إيطاليا واليابان أيضا هذه الحشرة. معظم هذه المستوردات تعالج ثم يعاد تصديرها للاقتصاديات المتطورة الأخرى. بلغ السعر السوقي للدودة القرمزية في سنة 2005 بين 50 إلى 80 دولارًا أمريكيًا للكيلوغرام الواحد، في حين أن سعر الأصبغة الغذائية الخام الاصطناعية متوفرة بسعر من 10 إلى 20 دولارًا أمريكيًا للكيلوغرام الواحد.

### الاستخدامات

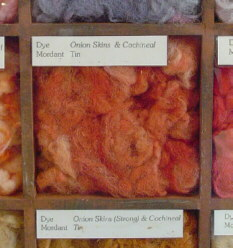
صوف مصبوغ بصباغ الدودة القرمزية

استخدم صباغ الدودة القرمزية من أجل تلوين الأقمشة. وفي أثناء الفترة الاستعمارية، وإدخال الخراف إلى أمريكا اللاتينية، تزايد استخدام الدودة القرمزية لأنها تعطي لونا مركزًا وتترسخ على الألبسة الصوفية أكثر من الملابس المصنوعة من ألياف القطن، والصبار الأمريكي وألياف اليُكة. وعندما اكتشف السوق الأوربي جودة هذا المنتج ازداد الطلب عليه تصاعديًا، وفي بداية القرن السابع عشر بدأت التجارة العالمية به. وأصبح الكارمين منافسًا قويا للملونات الأخرى مثل جذور نبات الفوة، والقرمز، والدودة القرمزية البولندية، والخشب البرازيلي وأرجوان صور والتي كانت تستخدم في صباغة ملابس الملوك والنبلاء ورجال الدين المسيحي. وفي القرون الماضية كان صباغ الدودة القرمزية أكثر الأصبغة أهمية واستخداما في إنتاج السجاد الشرقي المنسوج يدويًا، حيث احتل مكان اللك تماما. وقد استخدام في الرسم، والسجاد، والأعمال اليدوية. ويعد الصوف والقطن الملون بهذا الصباغ مهمًا جدًا في الفلكلور المكسيكي.
ويستخدم صباغ الدودة القرمزية في الوقت الحاضر كصباغ للنسيج ولمستحضرات التجميل وكملونات غذائية طبيعية. ولم يعد الرسامون يستخدمونه، وقد استعيض عنه باللون الأحمر الاصطناعي وهو غير متوفر للشراء بسبب ضعف ثباتيته اللونية ضد الضوء. وعند استخدامه كمواد مضافة للغذاء يجل ذكر ذلك على لصاقات التغليف. ويدرج الكارمين أحيانا على أنه E120. وقد وجد أن عددًا قليلا من الناس يتحسسون من الكارمين، وتتفاوت الحساسية من الحكات الجلدية الخفيفة (الشرى) إلى الرجفان الأذيني وصدمة الحساسية، وقد وثقت 32 حالة حتى الآن. وقد وجد أن الكارمين قد يسبب الربو لدى بعض الناس. وقد أوصت «مجموعة دعم الأطفال المفرطي الحركة» (Hyperactive Children's Support Group) بإزالة الكارمين من النظام الغذائي للأطفال المفرطي النشاط. يستخدم صباغ الكارمين الطبيعي في المواد الغذائية ومستحضرات التجميل مما يجعل المنتج غير مقبول للمستهلكين النباتيين، وينظر العديد من المسلمين للمواد الغذائية الحاوية على الكارمين على أنها محرمة لأن الصباغ مستخرج الصبغة من الحشرات. ويتجنب اليهود أيضا الأغذية الحاوية على هذه المواد المضافة (مع أنها ليست كشروت وبعض السلطات تسمح باستخدامه لأن الحشرات جففت وحولت إلى مسحوق).